# Hôtel de ville d'Orbe
L'hôtel de ville d'Orbe héberge depuis 1786 les institutions municipales de la commune vaudoise d'Orbe (Vaud), en Suisse.

## Histoire
Dès le Moyen Âge, un marché couvert se tenant à Orbe dans des halles situées sur la place principale, et dès la Réforme protestante, les autorités de la ville siègent dans le bâtiment de l'ancien couvent des Clarisses, désaffecté à la Réforme et acquis par la Ville en 1556. La construction d'une tour de style gothique tardif affiche la vocation nouvelle de ce bâtiment, associé également à l'auberge communale, sous l'enseigne des Deux-Poissons.
Dès 1762, les autorités songent à se faire bâtir un siège plus représentatif, et l'architecte Gabriel Delagrange livre en 1762 un projet qui ne sera cependant pas exécuté. Il faut attendre 1783 et l'intervention de l'architecte lyonnais César Gasquet pour voir la production d'un nouveau dessin de façade inspiré de l'Hôtel-Dieu de Lyon, par Jacques-Germain Soufflot. Ce projet est réalisé entre 1786 et 1789.
Entre 2005 et 2012, une importante restauration et un agrandissement du bâtiment permettent le regroupement de l'ensemble des services administratifs de la ville sous un seul toit.
L'hôtel de ville est inscrit comme bien culturel suisse d'importance nationale.